# Abstich (Metallurgie)

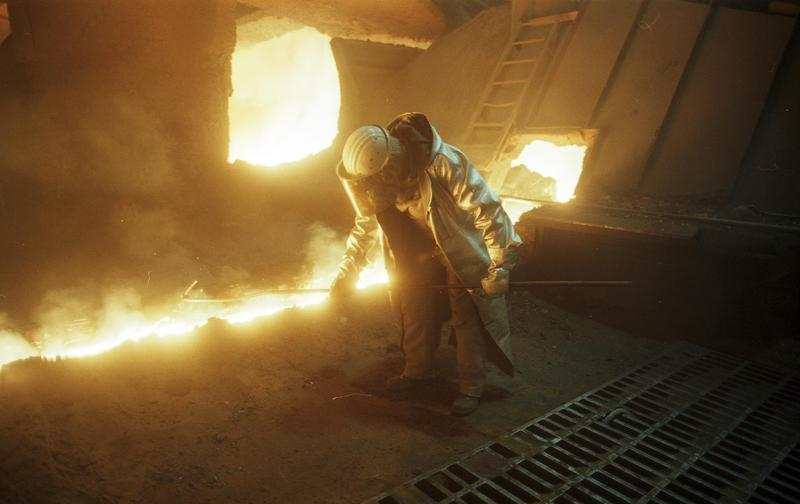
Arbeiter im Schutzanzug beim Abstich eines Hochofens von Thyssen in Duisburg

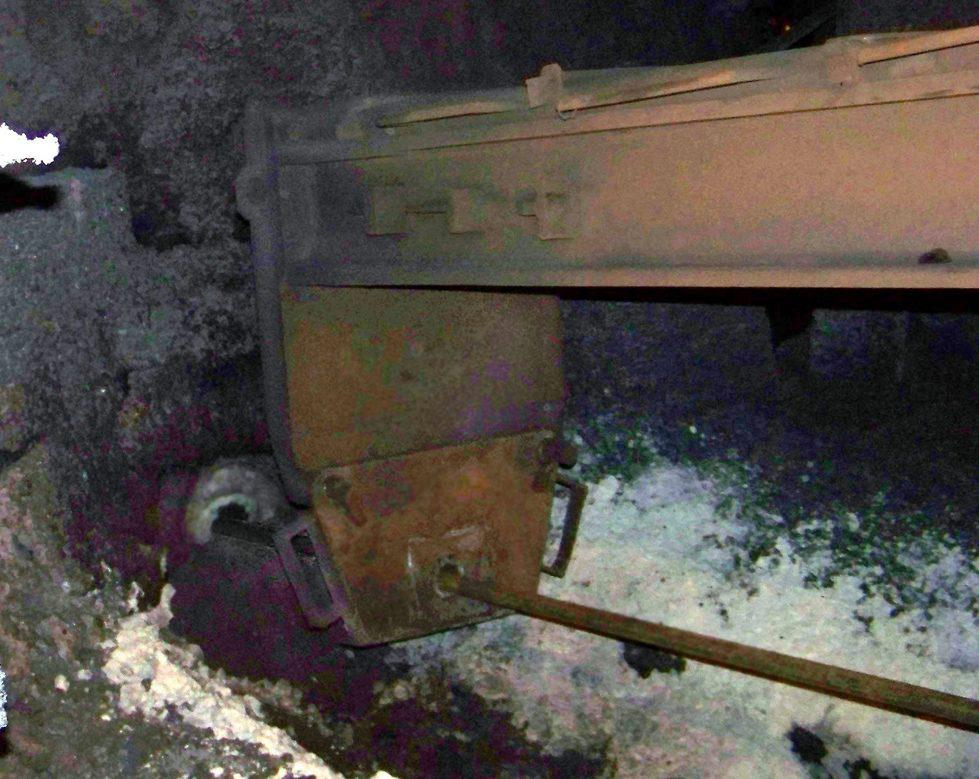
Der Abstichlochbohrer

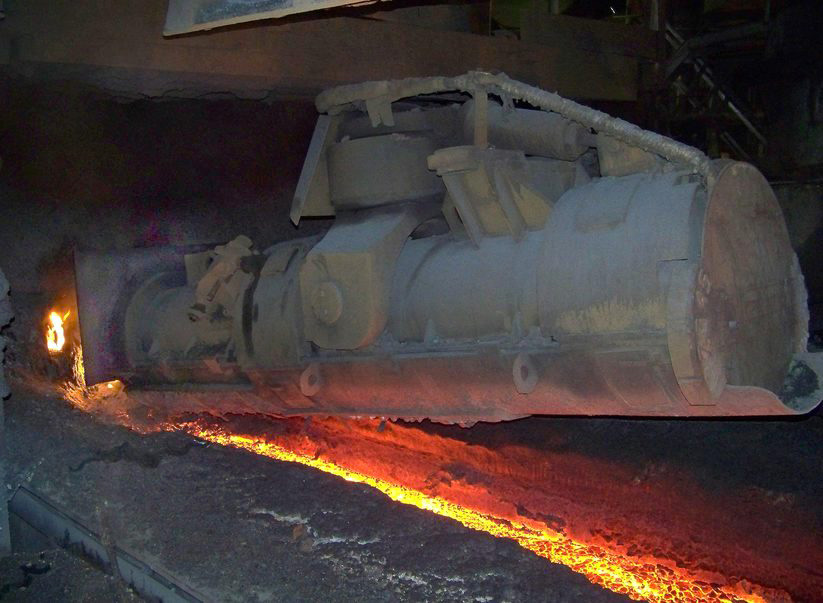
Die Stichlochstopfmaschine

Der Abstich (seltener auch Anstich) ist die periodisch durchgeführte Öffnung des Verschlusses eines Hochofens im Hüttenwerk. Dem flüssigen Roheisen wird so das Auslaufen aus dem Hochofen ermöglicht.
Hierzu wird der untere Verschluss des Hochofens, das sogenannte Stichloch oder Spundloch, mittels eines langen, pressluftbetriebenen Meißels aufgebohrt, damit Roheisen und Schlacke austreten können.
Auf der Bühne der Abstichhalle wurde vorher aus Sand, Beton oder Ziegelsteinen eine Rinne geformt, um das flüssige Eisen in den so genannten „Fuchs“ laufen zu lassen. Der Fuchs ist ein Siphon, der im Prinzip eine Rinne mit zwei Abflüssen ist, in welcher das Roheisen von der Schlacke aufgrund der unterschiedlichen Dichte getrennt wird. Am Ende des Fuchses läuft das Roheisen über ein Loch im Boden zum Transport per Pfannenwagen oder zu einer Masselngießmaschine, die allerdings meist nur bei Störungen des normalen Abtransportes in flüssigem Zustand oder in reinen Eisenwerken, die ohne ein Stahlwerk auskommen, genutzt wird und auch nicht in allen Hüttenwerken vorhanden ist.
Die Schlacke läuft über den Siphon ab und wird als Rohstoff zum Beispiel als Hüttensand weiter verwendet. Ist die Charge im Hochofen geleert, wird das Abstichloch mittels einer sogenannten Stopfmaschine mit einem schnell bindenden Zement oder sog. Stichlochmassen (englisch Tap-Hole Clay, plastische Batzen mit keramischen und organischen Bestandteilen) wieder verschlossen.
Während des Abstiches entnehmen die Hochöfner mehrere Eisenproben, üblicherweise für jede gefüllte Rohrpfanne eine. Erstere werden häufig nach dem Abkühlen zerbrochen. An der Bruchstelle kann der erfahrene Hochöfner die Güte des Roheisens erkennen. Heute werden diese Proben meistens in einem Labor analysiert, um genauere Ergebnisse zu erzielen. Ebenso werden heute oft auch Schlackenproben genommen, die in jedem Fall einer Untersuchung im Labor bedürfen, sowie Temperaturmessungen durchgeführt.
Der Abstich ist eine der gefährlichsten Arbeiten im Hüttenwerk. Die Hüttenwerker müssen sich mit silbern glänzenden, aluminierten Schutzkleidungen, Schürzen und vergoldeten Helmvisieren vor der Strahlung des mit 1400–1600 °C hellrot glühenden Roheisens schützen.
Neben dem Hochofenabstich wird auch bei anderen metallurgischen Aggregaten vom Abstich gesprochen, wenn diese entleert werden. Beispiele wären der LD-Konverter oder der Abstich eines Elektrolichtbogenofens.